# Joel Barnett
Joel Barnett, baron Barnett (ur. 14 października 1923 w Manchesterze, zm. 1 listopada 2014) – brytyjski polityk, członek Partii Pracy, minister w rządzie Jamesa Callaghana.
Wykształcenie odebrał w Manchester Central High School. Walczył podczas II wojny światowej w Royal Army Service Corps. Następnie pracował jako księgowy. W latach 1954–1974 był konsultantem Hacker Young. W 1960 r. został sędzią pokoju w hrabstwie Lancashire. W latach 1956–1959 zasiadał w radzie okręgu Prestwich. Był również skarbnikiem Manchester Fabian Society. W 1959 r. bez powodzenia startował w wyborach do Izby Gmin w okręgu Runcorn. Do parlamentu dostał się w 1964 r., wygrywając wybory w okręgu Heywood and Royton.
W styczniu 1966 r. został członkiem komisji wydatków publicznych. W 1974 r. został naczelnym sekretarzem skarbu. W 1977 r. został członkiem gabinetu. Był bliskim współpracownikiem kanclerza skarbu Denisa Healeya. Był autorem tzw. „formuły Barnetta”, dotyczącej podziału wydatków publicznych między Anglię, Szkocję, Walię i Irlandię Północną. Na stanowisku naczelnego sekretarza skarbu pozostał do porażki laburzystów w 1979 r. Przez kolejne cztery lata był przewodniczącym komisji wydatków publicznych. W 1983 r. zrezygnował ze startu w wyborach parlamentarnym i został kreowany parem dożywotnim jako baron Barnett, dzięki czemu zasiadł w Izbie Lordów.
Barnett opublikował w 1982 r. swoje wspomnienia zatytułowane Inside the Treasury. W latach 1986–1993 był wiceprzewodniczącym zarządu BBC.